# 잔왕
잔왕(孱王, 생몰년 미상 재위: ? ~ 494년)은 부여의 군주로, 부여의 마지막 왕으로 기록된 인물이다. '잔왕'이라는 말은 '나약한 군주'라는 뜻이다. 본명은 미상이다. 494년 고구려에 투항하였다.

## 생애
그의 가계에 대해서는 알려져 있지 않다. 여울왕이나 현왕보다는 백년에서 130년 정도의 시간 차이가 존재한다. 시간상 현왕보다 4세대에서 5세대 정도의 후손으로 추정되지만 정확한 관계는 알 수 없다.
기록에 따르면 부여는 서기 346년 선비족이 세운 전연의 모용황의 침입을 받아 현왕 때 사실상 멸망하였다. 이후 현왕의 아들인 여울이 후연에서 부여왕에 책봉되었다는 기록이 있으나, 독립된 국가의 왕은 아니었다. 이후 부여의 왕에 대한 기록이 없다. 고구려의 영향 아래 놓이게 되었으며, 100여 년이 지나서 고구려에 완전히 병합된 것으로 보고 있다. 《삼국사기》에 따르면 고구려 문자명왕 3년(서기 494년) "2월에 부여왕과 그 처자가 나라를 들어 항복하였다."고 기록되어 있다.
한편 잔왕은 후대 역사가들이 임의로 첨가한 왕이라는 의견도 있다. 부여의 현왕 이후 약 150년의 시간상 공백이 존재하는데, 이를 메우기 위해 누군가 잔왕이라는 왕을 첨가한 것으로 짐작하는 의견이다.
한편 조선 후기 이종휘의 《동사(東史)》에는 "그 후 127년은 제나라 명제 건무 원년(서기 494년)이다. 부여의 줏대가 없는 약한 왕[잔왕(孱王)]이 그 나라를 고구려에 바치고 들어가니 부여씨가 마침내 제사가 끊기게 되었다."라고 기록되어 있다. 고구려로 귀순한 이후의 행적은 미상이다.

## 참고 자료
- 현왕(玄王,?~?) - 두산세계대백과사전